# Pub Bastun

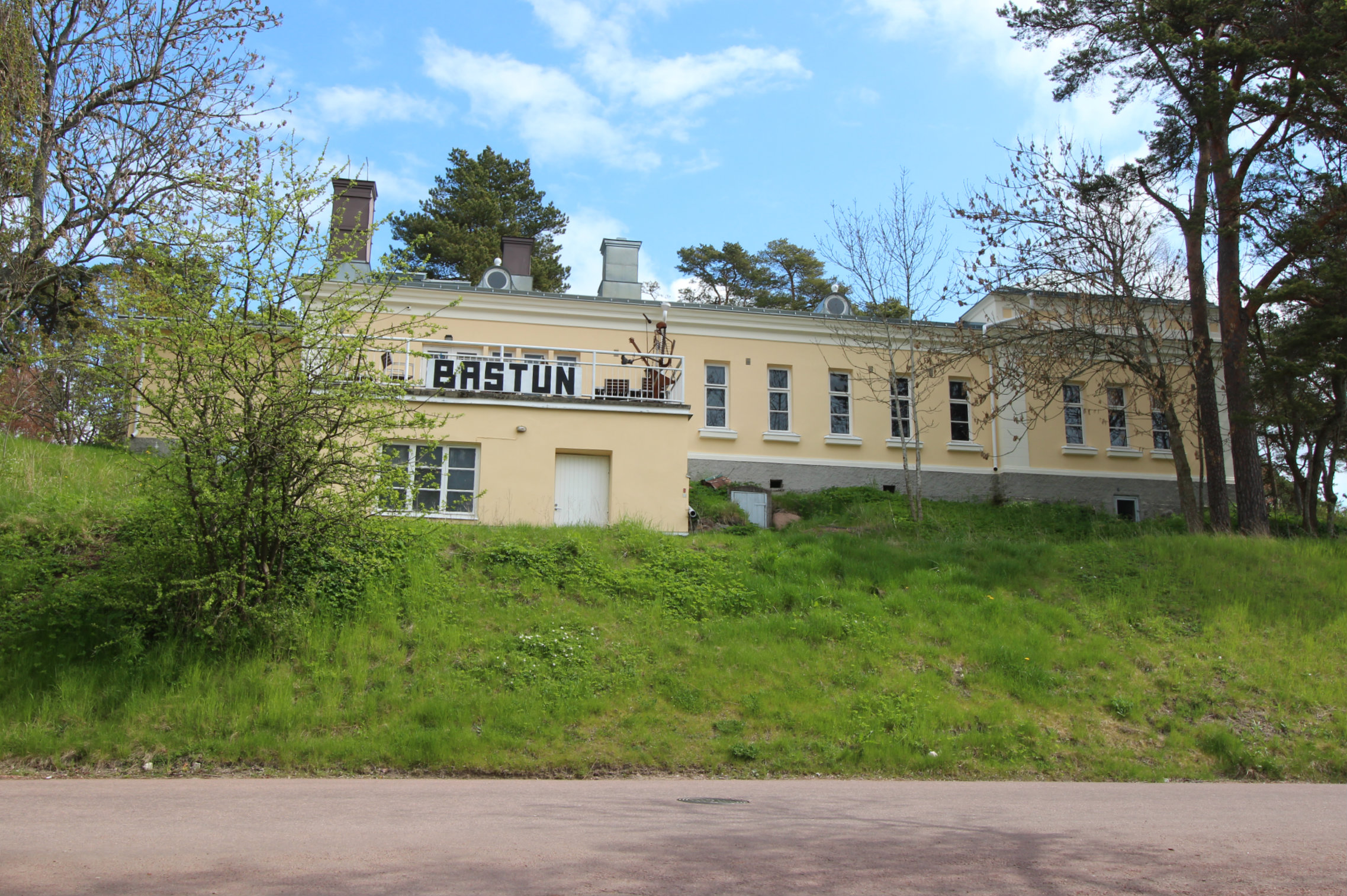
Pub Bastun i Badhusparken, Mariehamn

Pub Bastun är en musikpub och ungdomslokal i Badhusparken i Mariehamn på Åland. Sedan 1970-talet har Pub Bastun varit en central plats för alternativ musik på Åland och har fått en betydande roll inom den nordiska musikscenen. Många kända artister har uppträtt här, till exempel Swinging Blue Jeans (Storbritannien), Alan Haynes (USA), Hacke Björksten, Pugh Rogefeldt, KSMB, José González, Strindbergs, The Hellacopters, Entombed, The Kristet Utseende, Bob hund, Randy, Looptroop, Slagsmålsklubben, Aavikko och Jens Lekman. Flera band återkommer till Pub Bastun även efter att de har blivit etablerade på större scener.[källa behövs]

## Byggnadens historia
Byggnaden ritades av arkitekten Torsten Montell och uppfördes 1930 på platsen där C. R. Rosenbergs badhus tidigare låg under badhusepoken i början av 1900-talet.[källa behövs] Pub Bastun fungerade som Mariehamns stadsbastu fram till 1971.
De ursprungliga ritningarna, daterade i Helsingfors 1929, beskrev en exklusiv anläggning med karbad, ångskåp och elektrisk ljusbehandling. Byggnaden kom dock att användas som folkbastu. Staden följde Montells ritningar endast till det yttre. Pub Bastun fick två separata ugnar: en för damer på landsidan och en för herrar på sjösidan. Samma uppdelning gällde i omklädningsrummen.
Bland föreståndarna fanns Anna Nordblom, Emilia Jäkälä och Patricia Jäkälä. Emilia Jäkälä, även kallad ”Emmy”, satte upp en broderad tavla i mittgången med texten:  
Adams söner må ej glömma att sin kropp i skynket gömma

## Pubverksamhet
År 1972 tog föreningen Träffpunkt Ungdom över lokalen, renoverade byggnaden och inredde den som pub. Den publika verksamheten inleddes 23 februari 1974. Under åren har Pub Bastun haft perioder av både uppgång och nedgång. Sommaren 2009 återupptogs verksamheten efter några års inaktivitet när Träffpunkt Ungdom återupplivades. I dag arrangeras åter regelbundet evenemang i lokalen.

## Betydelse och profil
Pub Bastun har under flera decennier varit ett nav för alternativ musik och ungdomskultur på Åland. Den lilla lokalen har lockat både lokala och internationella artister och är känd som en intim scen där publiken kommer nära artisterna. För många band är en spelning på Pub Bastun ett uppskattat och återkommande inslag i karriären.

## Artister som har spelat på Pub Bastun
| Alabama Thunderpussy             |  |  |         |  |  |
| Gore Gore Girls                  |  |  |         |  |  |
| José González                    |  |  |         |  |  |
| The Knife                        |  |  |         |  |  |
| Månsekensbonden, Iiris Viljanen  |  |  |         |  |  |
| Iiris Viljanen                   |  |  |         |  |  |
| Anders F. Rönnblom               |  |  |         |  |  |
| Skraeckoedlan                    |  |  |         |  |  |
| Entombed                         |  |  |         |  |  |
| Craneium                         |  |  |         |  |  |
| Erik Lazaroff & Hökarna          |  |  |         |  |  |
| Freedom                          |  |  |         |  |  |
| Månsekensbonden                  |  |  |         |  |  |
| Månsekensbonden, Georg Marander  |  |  |         |  |  |
| The Blue Ruin                    |  |  |         |  |  |
| Obey The Suits                   |  |  |         |  |  |
| Philip Järvenpää                 |  |  |         |  |  |
| Movits!, Zacke                   |  |  |         |  |  |
| Zacke, Erik Lundin               |  |  |         |  |  |
| Joel Åhman, Secret Circus        |  |  |         |  |  |
| Captain Klas, Secret Circus      |  |  |         |  |  |
| Gleewood                         |  |  |         |  |  |
| Jhett Black, Gleewood            |  |  |         |  |  |
| Nightbird                        |  |  |         |  |  |
| Cim Dahlle                       |  |  |         |  |  |
| Hanna Järver                     |  |  |         |  |  |
| Birdpeople                       |  |  |         |  |  |
| Johannes Räihä                   |  |  |         |  |  |
| Sportlov                         |  |  |         |  |  |
| Governor Andy                    |  |  |         |  |  |
| Boris & The Jeltsins             |  |  |         |  |  |
| Lilla Lovis                      |  |  |         |  |  |
| Velvet Six                       |  |  |         |  |  |
| Degial                           |  |  |         |  |  |
| Vorum                            |  |  |         |  |  |
| Big John Bates                   |  |  |         |  |  |
| Kristian Anttila                 |  |  |         |  |  |
| Bob Log III                      |  |  |         |  |  |
| Laser & bas                      |  |  |         |  |  |
| Peter Hägerstrand                |  |  |         |  |  |
| C. Aarmé                         |  |  |         |  |  |
| Paris                            |  |  |         |  |  |
| Bjäran                           |  |  | Gibrish |  |  |
| Vader                            |  |  |         |  |  |
| Elias & The Wizzkids             |  |  |         |  |  |
| Stilla Havet                     |  |  |         |  |  |
| Henry Fiats Open Sore            |  |  |         |  |  |
| Bob Malmström, Anni Lötjönen     |  |  |         |  |  |
| Bob Malmström                    |  |  |         |  |  |
| Alfred Backa, Susanna Leppänen   |  |  |         |  |  |
| Alfred Backa, Vörå Spelmansklubb |  |  |         |  |  |
| electric eel shock               |  |  |         |  |  |